# کوئن دیلن
کوئن دیلن (هلندی: Coen Dillen; ۵ اکتبر ۱۹۲۶ – ۲۴ ژوئیهٔ ۱۹۹۰) بازیکن فوتبال اهل هلند بود.

## باشگاهی
از باشگاه‌هایی که در آن بازی کرده‌است می‌توان به باشگاه فوتبال پی‌اس‌وی آیندهوون، و باشگاه فوتبال پی‌اس‌وی آیندهوون، اشاره کرد.

## تیم ملی
وی همچنین در تیم ملی فوتبال هلند بازی کرده‌است.